# Mijaíl Lorís-Mélikov
El conde Mijaíl Tariélovich Lorís-Mélikov (en armenio: կոմս Միքայել Տարիելի Լորիս-Մելիքով; en ruso: граф Михаи́л Тариэ́лович Лори́с-Ме́ликов; Tiblisi, 1 de enero de 1826 - Niza, 10 de diciembre de 1888) fue un político y militar ruso de origen armenio, general de caballería y ministro del Interior (1880-81).

## Biografía
Hijo de un mercader armenio, Mijaíl Lorís-Mélikov nació en Tiflis en 1825 o 1826, y fue educado en San Petersburgo, primero en el Instituto Lázarev de Lenguas Orientales, y posteriormente en el Instituto de Cadetes de la Guardia. Se unió a un regimiento de húsares, y cuatro años después, en 1847, fue destinado al Cáucaso, donde permanecería por espacio de veinte años, distinguiéndose como oficial de caballería y hábil administrador. 
Fue ministro del interior del zar Alejandro II de Rusia a quien propuso un vasto sistema de reformas, que deberían conducir a un sistema parlamentario en Rusia. Estas reformas buscaban poner término a las razones de descontento popular que se expresaban principalmente por atentados dirigidos por grupos nihilistas y anarquistas contra el sistema imperial. Lamentablemente el atentado asesino contra el zar, impuso a su hijo y sucesor Alejandro III de Rusia no aplicar las reformas de Lorís-Mélikov. 
Presentó su renuncia al zar en mayo de 1881 y murió en la ciudad francesa de Niza en 1888.
| Predecesor: Lev Mákov | Ministro del Interior de Rusia 1880 - 1881 | Sucesor: Nikolái Ignátiev |

- Datos: Q460052
- Multimedia: Mikhail Tarielovich Loris-Melikov / Q460052